# 킴 리처즈
킴 리처즈(Kim Richards, 1964년 9월 19일 ~ )는 미국의 배우, 사회자이다.

## 출연 작품
- 더 리얼 하우스와이브스 오브 비버리 힐즈 (2010)
- 윗치 마운틴 (2009)
- 사무엘잭슨의블랙스네이크 (2007)
- 이스케이프 (1990)
- 터프 (1985)
- 미트볼 2 (1984)
- 신나는 개구쟁이 (1978)
- 데블 독: 지옥의 사냥개 (1978)
- 마녀의 산 2 (1978)
- 공포의 검은 차 (1977)
- 노 디퍼짓, 노 리턴 (1976)
- 분노의 13번가 (1976)
- 마녀의 산 (1975)
- 디즈니랜드 (1954)